# Stranger Than Paradise
Stranger than Paradise (bra: Estranhos no Paraíso; prt: Para Além do Paraíso) é uma longa-metragem teuto-estadunidense de 1984, do género comédia dramática, realizada e escrita por Jim Jarmusch.